# You Got the Love
You Got the Love è una canzone del gruppo The Source del 1986 e vede la collaborazione della cantante Candi Staton.

## Tracce

### 7"
Lato A
1. You Got the Love (Radio Edit) – 4:27

Lato B
1. You Got the Love (House Apella) – 7:07

### 12"
Lato A
1. You Got the Love (House Radio) – 4:27
2. You Got the Love (Extended Vocal) – 6:45

Lato B
1. You Got the Love (House Apella) – 7:07
2. You Got the Love (Farley "Jackmaster" Funk remix) – 8:07